# Kupa
Kupa je fino izdelan kozarec, ki ima obliko keliha. Beseda izhaja iz poznolatinskega in italijanskega coppa [kòpa] oziroma iz francoskega coupe [kup]. Včasih se je uporabljala splošno za vse kozarce, danes pa pride v poštev samo za nekatere predmete te vrste. Razen tega se beseda uporablja za pripravke raznih živil v kozarcih in skledicah, na primer sadna kupa, sladoledna kupa, solatna kupa.

## Kupe za pijačo
Moderne kupe za vino so po obliki predvsem kozarci – kelihi, vendar se beseda "kelih" po navadi uporablja samo za liturgično čašo za vino. Zato se danes raje uporablja besedo "kupa" za vse tiste kozarce, ki po obliki spominjajo na kelih. Skoraj za vsako priliko in za vsako uporabo, celo za konjake, pride v poštev tako imenovana tulipanasta kupa, ki je srednje velikosti, z več ali manj visokim steblom in s čašo, ki se od dna navzgor lepo razširi, nato nekoliko zoži in proti vrhu za malenkost spet razširi, kar ji daje videz tulipanove cvetne čaše.
Velikost in oblika vinskih kup se razlikujeta glede na vrsto in poreklo vina. Mnogi modni dizajnerji sicer predstavljajo vedno nove in modernejše oblike posode in kozarcev, a posebno za vinske kupe veljajo nekateri klasični standardi, ki so obče sprejeti. Sem spada na primer natančna določitev mer za kupo, ki se uporablja pri mednarodnih razstavah in pokušnjah vin. Imenuje se kupa INAO (Institut national de l'origine et de la qualité) in je od leta 1970 referenčna mera za kupe na vseh uradnih pokušnjah vin.
Ena od lastnosti, ki veljajo za vse vrste modernih kup, je pravilo, da morajo biti nalite samo do zavoja kelihove stene navzgor, kar naj bi omogočalo nadzor nad temperaturo vsebine. Pri vinjakih, ki se servirajo v kupah z zelo majhnim steblom, se prenese na tekočino temperatura roke, ki kupo drži. Pri vinih ostane tekočina med visokim steblom (ki ga roka ne sme oviti) in praznino v zgornjem delu kupe, tako da temperatura roke ne more vplivati na vsebino.. Poudariti je treba, da je to pravilo o skromni količini nalitega vina pri vsakdanji uporabi navadno zanemarjeno, ker se kupa večinoma uporablja kot navaden kozarec (ne kelih), se pravi da se pri prijemu standardne kupe roka navadno kar izogne steblu in drži kupo nad njim, zato skromna količina nima smisla.
Klasične oblike kup so v glavnem treh vrst, in sicer za vina, za peneča vina in za koktejle.

### Kupe za vina
Kupe za vino so najširše uporabljene kupe in se proizvajajo v neštetih različicah. Tako je v Nemčiji še marsikje v navadi uporaba tako imenovanih "rumarjev" (Römer), četrtlitrskih kozarcev z zelenim ali rjavim širokim steblom, za belo oziroma rdeče vino. V Franciji in Italiji se normalno ponuja belo vino v ozkih kelihih, rdeče pa v širokih ali pogosto kar v kozarcih brez stebla. Američani se radi poslužujejo pollitrskih kelihov z zelo visokim steblom. Bolj strokovna razvrstitev pa predvideva le dve kategoriji, eno za vina in drugo za vinjake.
Kategorija vinskih čaš se nadalje deli na kupe za belo vino in kupe za rdeče vino. Za belo vino se uporabljajo ožji kozarci, ki dovoljujejo, da se požirek sorazmerno razlije po ustni votlini. Rdeča vina naj bi bilo bolje usmeriti proti osrednjemu delu jezika, kjer se uveljavi njihov taninast okus, zato pridejo v poštev nekoliko širše kupe. Pri tem je vredno omeniti, da dve tipični slovenski vini, teran in cviček, sploh ne potrebujeta naknadne uveljavitve okusa: teran že ima močno taninast okus in cviček se zaradi kislega priokusa približuje nekaterim belim vinom. Zaradi tega nekateri gurmani priporočajo za cviček visoke in ozke kupe, za teran pa celo navadne kozarce brez stebla (ne kelihe).
Posebej velja omeniti skupino manjših vinskih kupic (do 12 cl), ki so sicer namenjene specifično za nekatera vina (šeri, porto, lacrima christi), a se uporabljajo predvsem za sladke likerje.
Vinsko kupo je treba praviloma držati tako, da se dlan ne približuje vsebini, ker bi to pokvarilo optimalne pogoje za serviranje tega vina. Zato je treba prijeti bazo kupe med sredinec in palec, kazalec pa oviti okoli stebla.. Seveda se tega pravila držijo le pokuševalci vin. V vsakdanji rabi je drža vinske kupe bolj prosta, kakor že omenjena navada o njeni polnitvi.
Vinjakov kozarec se imenuje tudi balon, baloon, napoleon ali snifter. Po dnu je kozarec širok, proti vrhu se precej zoži, kar preprečuje, da se aroma prehitro razprši. Steblo je kratko in ga je treba praviloma držati med prsti, tako da je dno kozarca položeno na dlan, kar ohranjuje pijači temperaturo in aromo. Kapaciteta kozarca je od 18 do 24 cl, nikoli pa ni dovoljeno naliti več kot 10 cl pijače, tako da lahko pride vsa tekočina v neposredno bližino roke. Uporablja se za vse vrste vinjakov, konjak, armanjak in podobne. Velikokrat ima ta kupa vtisnjeno veliko črko N, Napoleonov grb, in nekateri proizvajalci piva skušajo uvesti nekaj podobnega s tem, da vtisnejo na to kupo svojo proizvodno znamko. Vendar se raba balona za pivo ni izkazala preveč praktična in je ostalo le pri posnemanju okraska na kupi.
Nekatera vina se servirajo v kupah brez stebla, ki so povsem enake skodelicam brez ročaja, kakršne so na Slovenskem v uporabi za turško kavo. Te kupe so različnih velikosti in po navadi iz neposlikanega finega porcelana. Predvsem so v rabi za španska in portugalska vina ter za japonski sake.

### Kupe za peneča vina
Peneča vina se ponekod servirajo v nizkih in širokih kelihih, ki se tudi imenujejo šampanjske kupe (champagne coupe), drugje v nekoliko bolj odprtih kupah na višjih steblih (takoimenovane italijanske kupe), drugje spet v zelo ozkih in visokih kelihih ali francoskih kupah (flûte), odvisno tudi od porekla vina.
Razlika med temi tremi oblikami ni v velikosti, ker vse tri držijo od 8 do 12,5 cl, temveč je v času, ki je potreben, da se po vlitju tekočine v kupo perlaž (francosko perlage = šampanjski mehurčki) sprosti in priplava na površje. Pri šampanjcu je ta čas strogo določen na podlagi uporabe klasičnih kup, ki dovoljujejo natančno predviden potek nastanka in splavanja mehurčkov. Široka površina odprte tekočine pomeni seveda hitrejše splavanje in izhlapevanje perlaža, kar prav tako spada med predvidene in želene posledice natakanja v kupe. Po letu 1930 so prišli v modo bolj suhi šampanjci, za katere je bilo bolje, da se perlaž počasneje razvija in s tem dalj časa ohranja aromo v kozarcu, zato so se začeli uporabljati flûtes, ki so zelo skrčili površino tekočine. Popolnoma zmotno je torej prepričanje, da sta si ti dve obliki enakovredni, oziroma da je samo stvar mode, kjer bi naj bile francoske kupe flûte le današnja izvedba starih šampanjskih kup. V resnici so šampanjske kupe tesno povezane s klasičnimi vrstami šampanjcev, medtem ko so francoske kupe uporabne za bolj moderne suhe šampanjce in za vsa ostala peneča vina.
Bolj podobna šampanjski kupi je italijanska kupa, imenovana tudi Asti kupa. Po obliki je steblo tanjše in precej višje, čaša pa manj globoka in se proti vrhu ne oži. Edina razlika s šampanjsko je v tem, da dovoljuje manj penjenja, ker je nižja, kar je treba seveda nujno upoštevati pri nalivanju. Verjetno je Asti kupa le italijanska različica klasične šampanjske kupe in se je razvila v podporo slovesa penečih vin iz pokrajine Asti (Piemont) proti koncu devetnajstega stoletja.

### Kupe za koktejle
Razen vin se v kupah servirajo tudi koktejli, ki so pripravki iz alkoholnih pijač in sadnih sokov. Navada je, da vsaka od teh mešanic točno predvideva tudi kupo, v kateri naj se predstavi.. Uporabne so vse vrste kup, vendar je najbolj običajna takoimenovana Martini kupa. To je različica italijanske Asti kupe, od katere se razlikuje po popolnoma ravnih stenah čaše in geometrično določenih oblikah: čaša je pravilen stožec z osnim presekom največ 90° ob steblu. V zadnjih časih so na razpolago vedno ožje in višje kupe: dno čaše meri v preseku tudi do 50°, a kapaciteta lahko naraste celo do 19 cl.

## Kupe za hrano
Najbolj navadne kupe so skledice, v katerih ponekod servirajo solato, kompot in sladoled. Poimenovanje "kupa" v tem primeru ni več v rabi za skodelico kot tako, temveč se je ohranilo samo za njeno vsebino, kjer niti ni več pomembno, če se hrana servira zares v kupicah ali morda v navadnih kozarcih ali celo na krožnikih. Tako se z imenom "solatna kupa" označi velika skleda (ali s tujko bovla) pripravljene večvrstne mešane solate, tudi z dodatkom mesa, tune ali morskih sadežev, iz katere si lahko vsak od prisotnih vzame količino, ki mu ustreza. Nasprotno je "sladoledna kupa" porcija sladoleda za eno osebo, zato se servira v kupi, kozarcu ali skledici skupaj z garnituro. Za "sadno kupo" pa lahko razumemo bodisi veliko skledo, iz katere se prisotni sami servirajo, kakor tudi malo osebno porcijo sadja ali kompota, navadno z dodatkom kave, likerja ali sladoleda.
- Solatna kupa na servirnem pladnju za več oseb.
- Sladoledna kupa.
- Sadna kupa na krožniku za eno osebo.
- Sadna kupa za prodajo po porcijah.